# Leun
Leun est une vieille ville d'Allemagne, située dans le Land de Hesse, au bord de la rivière Lahn entre Wetzlar et Weilbourg.

## La commune de Leun

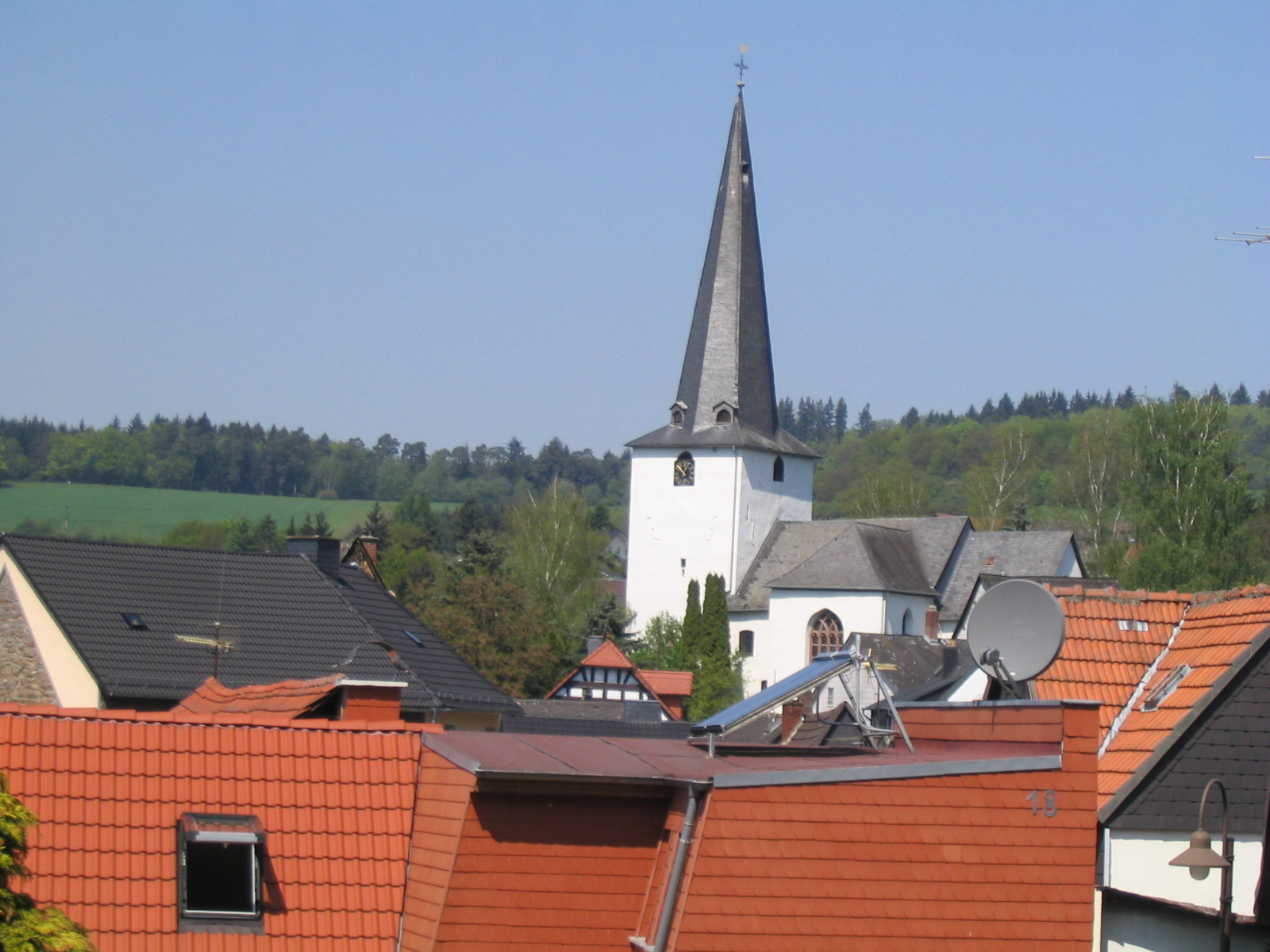
Leun, église protestante

La commune de Leun comprend les villages Biskirchen, Bissenberg, Lahnbahnhof, Stockhausen et la ville de Leun.
En 2004 elle comptait 6 035 habitants.
La mairie se trouve à Stockhausen.

## La ville de Leun
Leun possède beaucoup de maisons à colombage et une vieille église protestante. Dans cette église se trouve un orgue des facteurs P.H. et J.G. Bürgy de l'an 1808.

## Transport
- Train : ligne Gießen-Limbourg-Coblence (Lahntalbahn) ;
- Autoroute : B 49 Alsfeld-Trier; E44 Le Havre-Gießen.

## Jumelages
La ville de Leun est jumelée avec :
- Feytiat (France) depuis le 4 septembre 1980 ;
- Rastenberg (Allemagne) depuis le 7 juillet 1990.